# Embers
«Embers» (с англ. — «Угольки») — песня британского певца Джеймса Ньюмена.

## Евровидение
Джеймс Ньюмен был выбран в качестве представителя Великобритании для конкурса «Евровидение-2020» с песней «My Last Breath», до того как мероприятие было отменено из-за пандемии COVID-19. 19 февраля 2021 года британская телекомпания BBC объявило, что Ньюмен снова был внутренне отобран для участия в конкурс 2021 года, который будет проходить в Роттердаме, Нидерланды.
В качестве члена Большой пятерки, Великобритания автоматически квалифицировалось в финал 22 мая 2021 года. Великобритания выступила девятым, между Сербией и Грецией.
Песня набрала ноль баллов как от голосования жюри, так и от телезрителей, став вторым случаем с песней от Великобритании, не получив баллов в истории конкурса.